# Cloro-perfluoropolietere carbossilato
Con il nome cloro-perfluoropolietere carbossilato Cl-PFPE-CA si intende di fatto una miscela multi-componente di isomeri della sostanza perfluoroalchilica (PFAS) in figura in cui n può essere compreso fra 0 e 2 e m fra 1 e 4. Inoltre il terminale cloro-esafluoro-propilico può avere a sua volta due isomeri CF3-CFCl-CF2-O- e Cl-CF2-CF(CF3)-O-. Congeneri di questi composti, di origine antropogenica, sono stati correlati con le attività degli stabilimenti Solvay in New Jersey (USA) e Spinetta Marengo. L'EFSA ha effettuato una valutazione del rischio.